# Calathea nitens
Calathea nitens là một loài thực vật có hoa trong họ Marantaceae. Loài này được Ender mô tả khoa học đầu tiên năm 1881.